# Departement (ministerium)
 For alternative betydninger, se Departement. (Se også artikler, som begynder med Departement)
Et departement er i nogle lande en højtstående enhed i statsadministrationen. Det udgør som regel enten en umiddelbar underinddeling af et lands regering, svarende til et dansk ministerium, eller en afdeling heraf. I lande, der ikke benytter sig af departementsbetegnelsen, har man tilsvarende myndigheder, der ofte benævnes kontorer, statssekretariater eller agenturer.

## Organisation
I Danmark er der til hvert ministerium knyttet et departement, der som ministeriets øverste sekretariat bistår ministerien med udarbejdelsen af lovforslag og budgetter. Den daglige ledelse af departementet varetages af en tjenestemandsansat departementschef, mens ministeren er den politisk valgte øverste leder af ministeriet. Forholdet mellem de to stillinger kan sammenlignes med forholdet mellem en borgmester og dennes kommunaldirektør.
Det må bemærkes, at der af og til udnævnes ministre uden portefølje i Danmark. Disse har ikke eget ministerium men betjenes af et andet ministeriums departement. Ministeren for udviklingsbistand og ministeren for nordisk samarbejde er eksempler på sådanne ministerposter.
Den nuværende ordning er baseret på den såkaldte A60-model, hvorefter det anbefales, at ministeriernes generalister varetager den mest politisk betonede ledelse i departementerne, mens direktoraterne gøres til faglige institutioner for specialister. Denne model er dog gradvist blevet fraveget siden midten af 1980'erne, således at opdelingen ikke længere er så skarp.

### Andre lande
I Sverige er et departement et fælles ekspeditionssekretariat for flere ministre, hvis fagområder berører hinanden. Det svarer derfor til et dansk ministerium. Departementschefen er dér den minister, der leder departementet, mens de øverste tjenestemænd betegnes statssekretærer (én pr. minister).
En ordning, der synes at være en mellemting mellem den danske og den svenske, findes i Norge, hvor det formelt kun er statsministeren og udenrigsministeren, der har titel af minister. De øvrige medlemmer af den norske regering har titel af statsråd eller betegnes departementschefer. Departementerne svarer således til de danske ministerier som i Sverige, men hvert regeringsmedlem har eget departement som i Danmark. Det norske modstykke til de danske departementschefer kaldes departementsråder.